# (100736) 1998 DD7
(100736) 1998 DD7 es un asteroide perteneciente al cinturón de asteroides descubierto el 17 de febrero de 1998 por el equipo del Spacewatch desde el Observatorio Nacional de Kitt Peak, Arizona, Estados Unidos.

## Designación y nombre
Designado provisionalmente como 1998 DD7.

## Características orbitales
1998 DD7 está situado a una distancia media del Sol de 3,105 ua, pudiendo alejarse hasta 3,205 ua y acercarse hasta 3,005 ua. Su excentricidad es 0,032 y la inclinación orbital 14,46 grados. Emplea 1999,15 días en completar una órbita alrededor del Sol.

## Características físicas
La magnitud absoluta de 1998 DD7 es 14,9. Tiene 5,416 km de diámetro y su albedo se estima en 0,06. 